# Hanveden

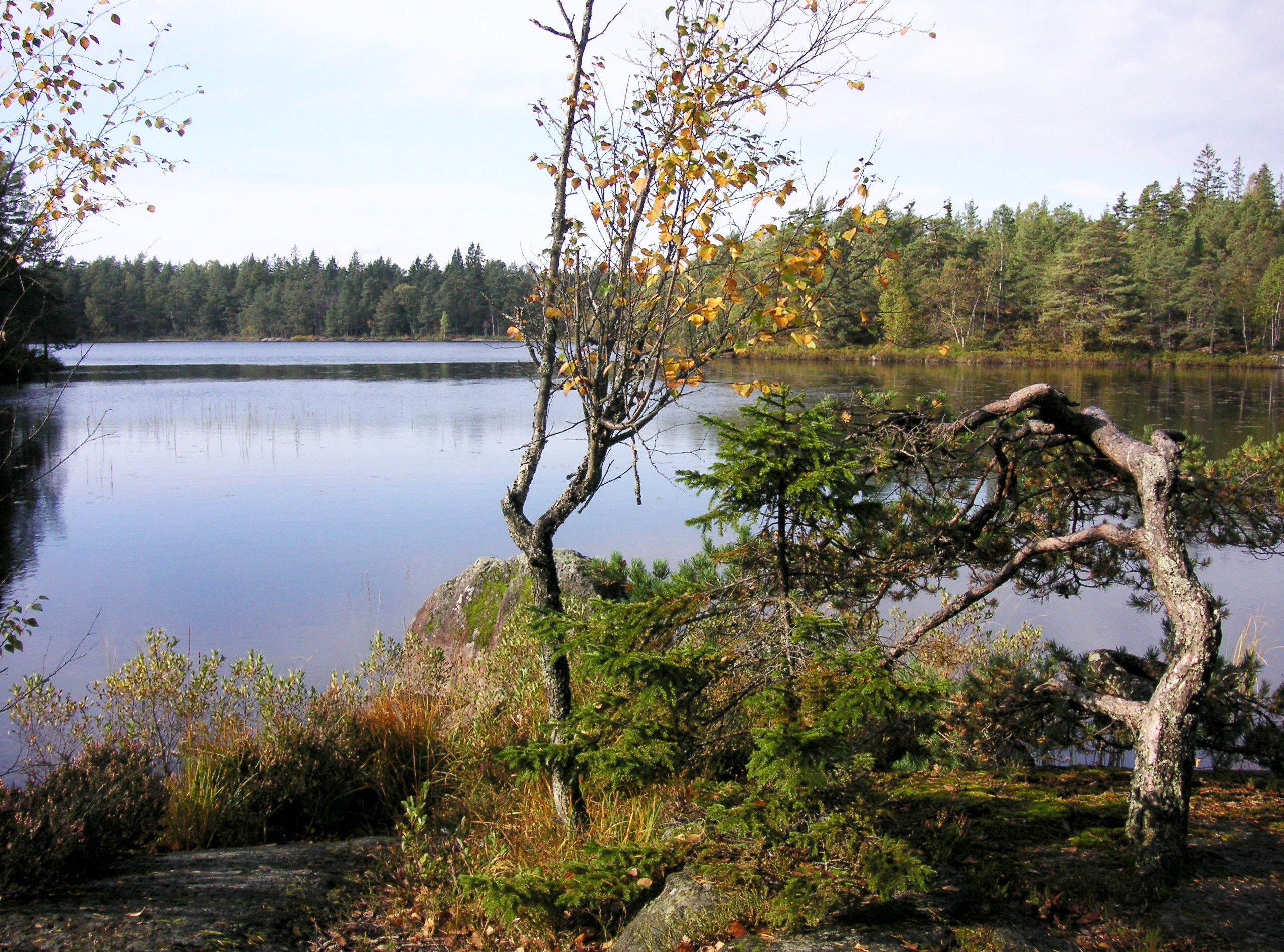
Le lac Trehörningen dans la réserve naturelle Paradiset.

Hanveden est une forêt située sur l'île/péninsule de Södertörn, dans le Södermanland, au sud de Stockholm. Son nom, tout comme Haninge se réfère probablement aux mâles (hane en suédois) grand tétras et tétras lyre qui étaient fréquents dans la forêt (veden signifie bois ou forêt). La forêt s'étend sur une zone vallonnée qui culmine à Tornberget (111 m), qui est aussi le point culminant du comté de Stockholm. À la fin de la dernière glaciation, la région était entièrement sous les eaux, mais elle émergea progressivement à la faveur du rebond post-glaciaire, les sommets de Hanveden et Tyresta formant alors un petit archipel. Les premiers habitants arrivent il y a environ 9 000 ans, et n'y résident initialement qu'en saison, retournant sur le continent le reste du temps. De nos jours, la forêt est une zone de récréation majeure pour l'agglomération de Stockholm, avec en particulier plusieurs réserves naturelles.